# Sthenurus
Sthenurus ('sterke staart') is een geslacht van uitgestorven macropodide kangoeroes. Met een lengte van ongeveer drie meter, waren sommige soorten twee keer zo groot als moderne bestaande soorten. Sthenurus was verwant aan de bekendere Procoptodon. De onderfamilie Sthenurinae wordt verondersteld halverwege het Mioceen te zijn afgesplitst van zijn zustertaxon, de Macropodinae (kangoeroes en wallaby's), en daarna groeide de populatie tijdens het Plioceen.

## Naamgeving
In 1838 benoemde Richard Owen een Macropus atlas op basis van fossielen gevonden in de Wellington Caves. In 1873 benoemde hij een apart geslacht Sthenurus, van het Grieks sthènos (of sthènaros), 'krachtig', en oura, 'staart', eerst nog als ondergeslacht Macropus (Sthenurus) atlas, in 1874 als vol geslacht. Het holotype is BMNH M10778, een rechteronderkaak rond 1830 gevonden door Thomas L. Mitchell. Talrijke kaken zijn toegewezen.
In 1887 vond William Anderson fossielen in de Bone Camp Gully. Die werden in 1962 door L.F. Marcus benoemd als Sthenurus andersoni. Het holotype is AM MF946, een linkeronderkaak.
In de jaren vijftig vond Richard H. Tedford een schedel. In 1966 maakte hij die het holotype, SAM P13820, van Sthenurus tindalei. De soortaanduiding eert Norman B. Tindale.
In 1963 benoemde A. Bartholomai een Sthenurus notabilis. De soortaanduiding betekent in dit geval 'opmerkelijk' omdat de soort ook kenmerken van Procoptodon zou hebben. Het holotype is QM F3817, een rechteronderkaak van een jong dier gevonden in Chinchilla.
In 1995 benoemden R.T. Wells & Tedford een Sthenurus stirlingi. De soortaanduiding eert Edward C. Stirling. Het holotype is SAM P22533, een vrijwel volledig skelet van een volwassen individu, in 1970 door een expeditie gevonden bij Lake Callabonna.
In 2004 benoemde Gavin J. Prideaux een Sthenurus murrayi. Het holotype is NMV P28267, een snuit van een jong dier in oktober 1969 verzameld door Kenneth G. Simpson en Edmund D. Gill. De soortaanduiding eert Peter Murray.
Sthenurus occidentalis Glauert 1910 is in 1966 door Tedford hernoemd tot het aparte geslacht Simosthenurus.

## Beschrijving
Sthenurus had een staart die korter maar sterker was dan de huidige soorten kangoeroes en met slechts één teen in plaats van drie zoals de rode reuzenkangoeroe. Aan de zijkant van de voet zat een kleine hoefachtige nagel die geschikt was voor vlak terrein; dit is vermoedelijk het rudiment van hun vierde teen.
Hun skeletstructuur was zeer robuust met krachtige achterpoten, een breed bekken, een korte nek en langere armen en vingerkootjes dan moderne soorten. Hun vingerkootjes zijn mogelijk gebruikt om stengels en twijgen vast te houden. In het geval van Simosthenurus occidentalis waren deze unieke aanpassingen geschikt voor hun eetgewoonten, maar de Sthenurus-soorten waren hoogstwaarschijnlijk grazers.
Het lichaamsgewicht van de grootste soort wordt geschat op tweehonderdveertig kilogram, bijna drie keer die van de grootste moderne kangoeroesoort. Vanwege hun gigantische lengte en gewicht, sprong de grootste soort mogelijk niet als vorm van voortbeweging, maar liep eerder op twee benen op dezelfde manier als mensachtigen. Deze gang zou zijn gebruikt bij lage snelheden, omdat hoppen bij lage snelheden inefficiënt zou zijn geweest. Bij hoge snelheden was dat overigens niet veel anders omdat die tot een hoge absolute verticale beweging zouden hebben genoopt. Vijfvoetige beweging, waarbij de staart als 'vijfde voet' wordt ingezet, en tweevoetig springen lijken geen opties meer te zijn geweest voor deze enorme kangoeroes.
Er bestaat een morfologisch verschil tussen de schouderbladen van de Sthenurinae en de bestaande en uitgestorven macropodiden.

### Schedel

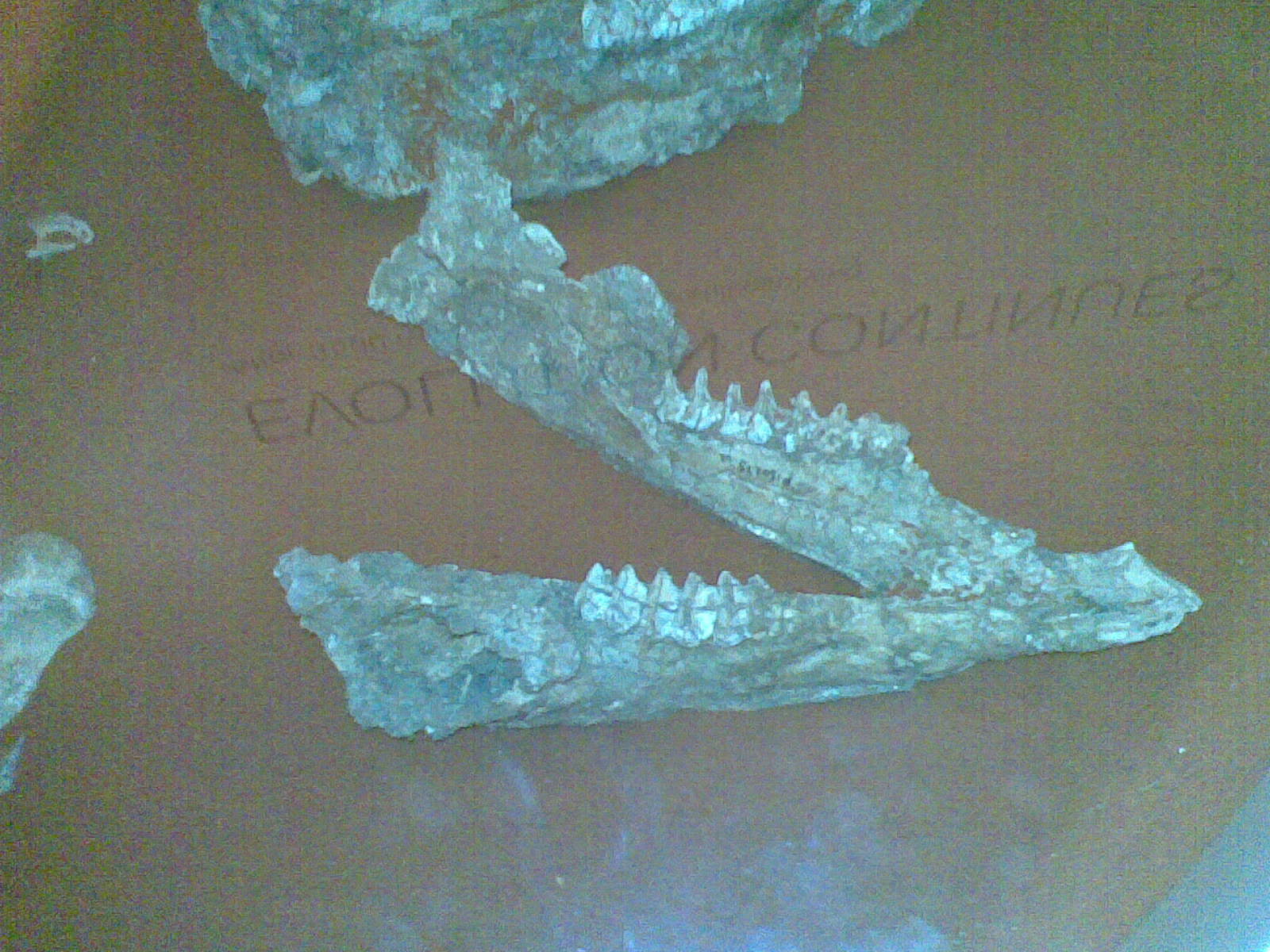
De onderkaken

Sthenurus stirlingi had een korte, diepe schedel, die geschikt was voor stereoscopisch zicht; dit zorgde voor een betere dieptewaarneming. De schedel was groot en dolichocefaal, dus met een korte snuit, met een meer verhoogde hersenpanpositie en een gezwollen nasofrontaal gebied in vergelijking met de even oude schedel van Sthenurus tindelai. Schedelfossielen van Sthenurus andersoni tonen een koepelachtig voorhoofd dat uniek is voor dolichocefale sthenurines. Dit wordt veroorzaakt door de continue hoge welving van de voorhoofdsbeenderen boven de oogkassen en de lijn van het rostrum.

### Tanden
De tanden waren taai en sterk geëmailleerd, nuttig voor taaie vegetatie, en met een groevenpatroon.
Bij Sthenurus stirlingi blijkt uit fossielen dat de tandenrij mediaal (van achter naar voren langs de curve van de rij) afbuigt van een lijn die raakt aan de labiale zijde (aan de kant van de lip) van de achterste kiezen bij de voorste rand van de uitsteeksels voor de masseter.
De fossielen van tanden kunnen ook suggereren dat de sthenurines en macropodines een directe gemeenschappelijke voorouder deelden. Ze delen veel synapomorfe karaktertoestanden. Ze hebben elk goed ontwikkelde kammen op de kiezen en beide missen een posthypocristide.

## Fossiele habitats

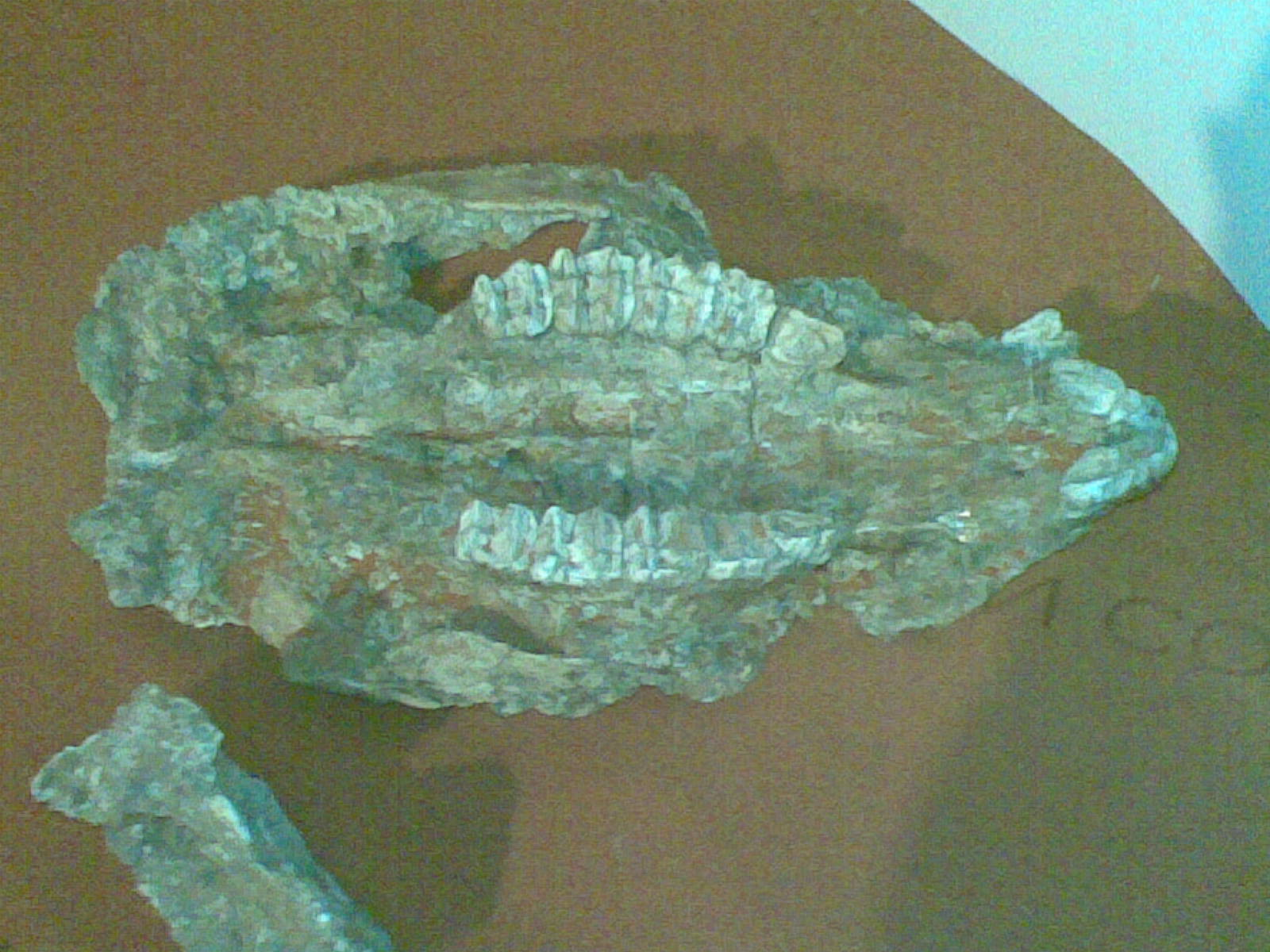
Onderzijde schedel

Een studie uit 1997 analyseerde de voeding van de fauna op verschillende locaties met fossielen in Zuid-Australië, met behulp van stabiele koolstofisotoopanalyse 13C/12C van collageen. Het ontdekte dat op oudere plaatsen zoals Cooper Creek, de daar aanwezige soort van Sthenurus was aangepast aan een dieet van bladeren en twijgen (browsen) vanwege het natte klimaat van de tijd tussen 132 000 en 108 000 jaar geleden (door thermoluminescentiedatering en uraniumdatering), wat een meer gevarieerde vegetatiebedekking mogelijk maakte.
Op de Baldina Creek-fossielenvindplaats dertigduizend jaar geleden (C14-datering) was het geslacht overgegaan op een dieet van gras. Gedurende deze tijd bestond het gebied uit open graslanden met weinig begroeiing omdat het continent droger was dan nu, maar bij Dempsey's Lake (36 000 -25 000 jaar geleden) en Rockey River (negentienduizend jaar geleden volgens de C14 datering), bestond hun dieet uit zowel grassen als bladeren. Deze resultaten kunnen een nattere klimatologische periode weerspiegelen. De algehele anatomie van het geslacht veranderde niet als reactie op de verandering in het dieet en het gebit paste zich niet aan aan de variërende taaiheid van de vegetatie tussen grassen, struiken en bomen.
Andere dieren die in de habitat van Cuddie Springs worden gevonden, zijn de loopvogel Genyornis, de rode kangoeroe, Diprotodon, mensen en vele anderen.
Onderzoek van skeletresten van Sthenurus uit Lake Callabonna in het noorden van Zuid-Australië onthulde dat de dieren vastzaten in de kleimodder terwijl ze probeerden de bodem van het meer over te steken tijdens laag water of droge tijden. De gegevens laten zien dat drie nauw verwante Sthenurus-soorten sympatrisch naast elkaar leefden bij Lake Callabonna: een nieuw gigantisch taxon, Sthenurus stirlingi, een middelgrote Sthenurus tindalei en de aanzienlijk kleinere Sthenurus andersoni. Vergelijkende osteologie van deze Sthenurus-soorten met Macropus giganteus benadrukt hoe verschillend sthenurine kangoeroes waren van bestaande kangoeroes, vooral met de korte, diepe schedels van de sthenurines, lange voorpoten met zeer gereduceerde buitenste vingers en de monodactyle achterpoten met één teen.
Teapot Creek, een zijrivier van de MacLaughlin-rivier in het zuiden van Monaro, in het zuidoosten van New South Wales, bevat een reeks terrassen. De hoogste en oudste van deze terrassen bevatten de overblijfselen van fossiele zoogdieren die zijn gevonden in fossiele afzettingen uit het Plioceen/Pleistoceen elders in Oost-Australië. Sthenurus atlas, Sthenurus occidentalis en Simosthenurus newtonae zijn enkele van de soorten die zijn geïdentificeerd aan de hand van de fossielen die op het terras zijn gevonden.

## Paleodieet
Het onderzoeken van de structuur en levensstijl van deze soort is moeilijk omdat er niet veel materiaal van is opgedoken. De beschikbare gegevens stonden echter toe wat conclusies te trekken over zijn waarschijnlijke levenswijze. Botten werden onderzocht door isotopenanalyse, het bepalen van isotopen die het paleodieet verduidelijken. Dit bevestigde dat Sthenurus een herbivoor was.

## Interactie met mensen
Volgens vondsten in Cuddie Springs, deelden inheemse Australiërs hun habitat met Sthenurus en verschillende andere nog bestaande of uitgestorven diersoorten. Jachtwerktuigen zijn echter niet gevonden. In plaats daarvan werden gereedschappen gevonden om vlees van het bot te snijden en zelfs bloedresten die op de stenen werktuigen waren achtergebleven. Houten jachtwapens, zoals de boemerang en speer, zijn ofwel niet intact bewaard gebleven of waren afwezig. Hoewel dit een aanwijzing is dat mensen het uitsterven veroorzaakten van Sthenurus spp. en de rest van de Australische megafauna, wijzen sommige onderzoeken erop dat het uitsterven waarschijnlijk al aan de gang was voordat contact met mensen plaatsvond. Sthenurus spp. waren herbivoren en toen er een grote klimaatverandering begon, veranderden ze hun eetgewoonten niet. Dit had wellicht een veel grotere impact op het uitsterven van dit specifieke geslacht.